# Jeune Amérique
Pour plus de détails, voir Fiche technique et Distribution.
Jeune Amérique (Young America) est un film social (en) américain en noir et blanc réalisé par Frank Borzage, sorti en 1932.

## Synopsis

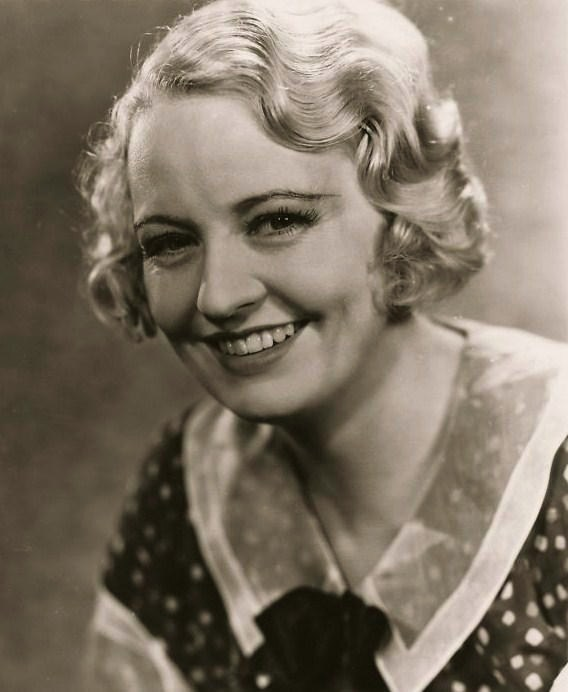
Doris Kenyon

Toujours en délicatesse avec le juge pour enfants, deux adolescents, Arthur et son ami Nutty, s'introduisent de nuit dans une pharmacie pour récupérer un médicament pour la grand-mère de Nutty. Sensible à la situation difficile de l'enfant, Mme Doray, la pharmacienne, propose de prendre en charge Arthur. Mais celui-ci s'enfuit pour ne pas compromettre le mariage de sa bienfaitrice. C'est alors qu'un vrai cambriolage a lieu dans la pharmacie…

## Fiche technique
- Titre original: Young America
- Réalisation : Frank Borzage
- Scénario : William M. Conselman, d'après une pièce de John Frederick Ballard (1931)
- Photographie : George Schneiderman
- Musique : George Lipschultz
- Direction artistique : Duncan Cramer (en)
- Costumes : Guy S. Duty
- Production : William Fox
- Société de distribution : Fox Film
- Pays de production : américain
- Genre : Drame
- Format : noir et blanc - Son : Mono (Western Electric System)
- Durée : 70 minutes
- Dates de sortie : 
  - États-Unis : 17 avril 1932
  - France : 19 janvier 1934

## Distribution
- Spencer Tracy : Jack Doray
- Doris Kenyon : Edith Doray
- Ralph Bellamy : le juge Blake
- Tommy Conlon : Arthur Simpson
- Beryl Mercer : "Grandma" Beamish
- Raymond Borzage : Edward "Nutty" Beamish
- Sarah Padden : Mme Mary Taylor
- Robert Homans : Weems
- Anne Shirley : Mabel Saunders
- Louise Beavers : la femme de chambre
- Jane Darwell (non créditée) : la directrice d'école
- Betty Jane Graham : Cassie Taylor
- Spec O'Donnell
- William Pawley